# Liaisons de transport Europe-Asie
 (décembre 2020).
Le projet de chemin de fer trans-asiatique (en anglais : Trans-Asia Railway, TAR) ou liaisons de transport Europe-Asie (EATL) est une entreprise commune de la Commission économique pour l'Europe des Nations unies (CEE-ONU) et de la Commission économique et sociale pour l'Asie et le Pacifique (CESAP). Ce projet concerne dix-huit États de la région eurasiatique quant à leur liaisons ferroviaires et routières.
La convention sur le chemin de fer transasiatique, signée à Busan, en Corée du Sud en 2006, prévoit de relier entre eux les chemins de fer de l’ensemble des pays d’Asie, créant un réseau de 114 000 km répartis sur quatre grands corridors géographiques : 
- Asie du Sud-Est (Cambodge, Chine, Laos, Vietnam et Thaïlande),
- Asie du Nord et du Nord-Est,
- Asie centrale (Caucase, Iran, Turquie)
- Asie du Sud (Inde et Birmanie).

Ce projet envisage différents corridors entre l'Asie et l'Europe comme le TRACECA.
Ce projet vise à répondre à l'accroissement des échanges entre l'Asie et l'Europe.

## Histoire
Les premiers transports terrestres eurasiens connus furent ceux de la Route de la soie.
En 2011, les divers projets de transport (autoroutier et ferroviaire) conduisent à reparler de l'autoroute de la soie.

## Projets d'infrastructure

### Asie du Sud-Est

#### Chine

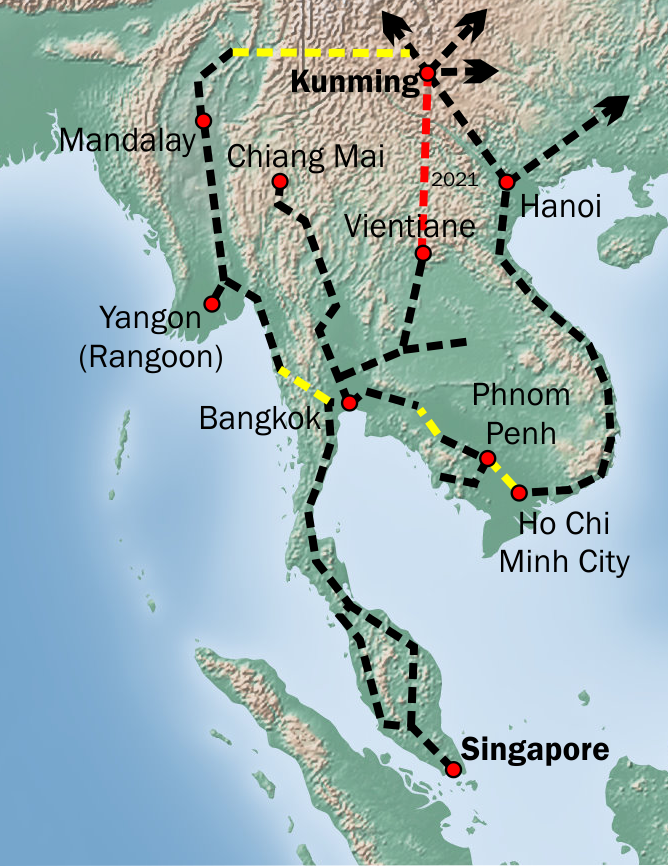
Réseau ferré reliant la Chine (Kunming) à l'Asie du Sud-Est (Vientiane, Singapour)

La Chine agrandit son réseau ferré au-delà de ses frontières, dans le cadre du projet de la Nouvelle route de la Soie.
- La LGV Lanzhou – Ürümqi est une ligne à grande vitesse dans le nord-ouest de la Chine. Elle connecte Lanzhou, province de Gansu et Ürümqi, dans le Xinjiang. Cet axe structurant facilite sa connexion avec les pays d'Asie centrale.
- Un réseau ferré à grande vitesse est en cours de construction entre la Chine et l'Asie du Sud-Est, permettant de relier Kunming, province du Yunnan, directement à la Thaïlande[2], le Laos, la Malaisie jusqu'à Singapour.

### Asie du Nord et du Nord-Est

#### Russie
La Russie s'inscrit dans des axes transsibérien et transcaspien jusqu’au golfe Persique.
Pour le trafic passager, l'enjeu est les jeux olympiques de 2018. Pour le fret, l'enjeu est la livraison de vêtements fabriqués en Chine destinés au marché européen, ainsi que le transport des pièces automobiles.
- Le train à grande vitesse Sapsan relie Moscou à Saint-Pétersbourg depuis le 17 décembre 2009.
- Le train rapide Allegro relie Helsinki (Finlande) à Saint-Pétersbourg (gare de Finlande) depuis le 12 décembre 2010.
- Projet de ligne à grande vitesse Moscou-Kazan au départ de Moscou (gare de Koursk), via Vladimir, Nijni Novgorod, Tcheboksary et Kazan, avec une perspective à moyen terme de prolongement jusqu'à Iekaterinbourg, puis jusqu'à Pékin (projet de ligne à grande vitesse Moscou - Pékin).

### Asie centrale

#### Kazakhstan
La route européenne 40 est une route reliant Calais (France) à Astrakhan (Russie) en passant par Bruxelles et Kiev. Avec son extension, Astrakhan à Ridder (Kazakhstan), c'est la plus longue route européenne: 8 300 km. En France, son tracé est confondu avec l'autoroute A16.
La république populaire de Chine a déclaré avoir l'intention de construire la ligne TGV Astana - Almaty.
Le Kazakhstan est un nœud du fret ferroviaire sur l'axe Asie-Europe.

#### Košice - Vienne
Košice et Vienne seront reliées en 2016 pour le fret venant d’Asie, via le Transsibérien et l’Ukraine, jusqu’à Bratislava et Vienne. Il s'agit d'une ligne à écartement russe.

#### Kars - Tbilissi - Bakou
L'axe Kars - Tbilissi - Bakou relie l'Azerbaïdjan la Turquie et la Géorgie. Il peut transporter 50 millions de tonnes de marchandises par an, avec l'objectif de transporter 6,5 millions de tonnes de marchandises. 
Ce chemin de fer appelé "Iron Silk Road" permet de relier directement Londres à Pékin.
Les trains de marchandises partant de Chine traversent le Kazakhstan, puis le Turkménistan, puis la Mer Caspienne jusqu'au port d’Alat à Bakou. La ligne nouvelle BTK relie Bakou à la Turquie et ainsi au réseau européen.
Selon la société des chemins de fer de l’Azerbaïdjan, la ligne mesure environ 838 kilomètres: 503 en Azerbaïdjan, 259 km en Géorgie et 76 km en Turquie.
Cette ligne a coûté plus d'un milliard d'euros, et permet d'éviter la Russie.

#### Magistrale européenne
La Magistrale européenne est un projet de ligne à grande vitesse entre Paris et Bratislava, puis Budapest.
Ce projet transeuropéen est quasiment identique au projet no 17 (Paris - Bratislava) de la convention sur les réseaux trans-européens, à ceci près qu'il est effectivement commencé. Budapest se trouvera ainsi au sud de cette ligne trans-européenne.

### IMEC
Le projet Inde-Moyen-Orient-Europe (IMEC), annoncé en septembre 2023 par Narendra Modi, vise à relier l'Inde et l'Europe séparées par 4 800 kilomètres. Le projet comprend notamment un chemin de fer, des réseaux navire-rail. Le corridor Est doit relier le golfe Persique à l'Inde. Le corridor Nord doit relier le golfe Persique à l'Europe.
Les ports concernées hors d'Europe[pourquoi ?] sont Fujairah, Jebel Ali et Abu Dhabi dans les Emirats Arabes Unis, Haïfa en Israël, Mundra et Kandla en Inde. Les ports concernées en Europe sont en Grèce (Le Pirée), en France (Marseille) et en Italie (Messine). Le projet est entravé par la situation au moyen-orient.

### Projets en Europe
Un projet d'euroterminal d'un milliard d'euros existe à Sławków en Silésie, Pologne.

## Services de transport

### Europe
Entre 2011 et 2018, plus de 10000 trains ont circulé entre la Chine et l'Europe.
En 2008, une démonstration a été réalisée sur la liaison Beijing–Hamburg .
En mai 2013 a été inaugurée une liaison directe de fret ferroviaire reliant Chengdu (chine populaire) et Łódź (Pologne).
Le jeudi 18 juillet 2013, un train porte-conteneurs quitte la ville de Zhengzhou (Chine populaire) pour rejoindre Hambourg (Europe)  afin de promouvoir le commerce bilatéral
.
Le trajet emprunte l'itinéraire Zhengzhou (Henan), Kazakhstan, Russie, Biélorussie, Pologne, Allemagne d'après le Bureau des chemins de fer de Zhengzhou.
Cette distance de 10,214 km devrait être parcourue en 16 à 18 jours, soit une durée de trajet inférieur d'environ 15 jours à un transport maritime entre Zhengzhou et l'Europe.
Le premier train porte 551 conteneurs contenant 665 tonnes de marchandises, (pneus, chaussures, vêtements), estimés à une valeur de 15,2 millions de dollars.
En 2013 six trains de ce type doivent rejoindre Hambourg pour réaliser 100 millions de dollars d'import/export
En 2014, l'ambition de la Chine populaire est d'avoir 50 trains de fret sur ce parcours, afin de déployer un volume d'échanges commerciaux de l'ordre d'un milliard de dollars.
En 2015, le premier train Chine-Europe transportant vers l'Allemagne six conteneurs de composants photovoltaïques est parti de Zhengzhou, ville située dans le Henan. Le voyage doit durer quinze jours. Cette action s'inscrit dans la stratégie « Une ceinture et une route », visant au développement de la ceinture économique de la route de la soie. Avant cette ligne ferroviaire, les produits photovoltaïques étaient transportés par voies maritime ou aérienne seulement. Le train doit parcourir plus de 10 000 kilomètres en traversant des pays comme la Mongolie intérieure, la Russie, la Biélorussie et la Pologne, pour arriver en Allemagne. Le voyage en train est plus rapide de vingt jours que le transport maritime. Son coût est inférieur de 80 %.
En 2017, une série d'accords a lieu entre la Belgique et la Chine, dont l'un concerne la liaison ferroviaire Heilongjiang-Zeebruges.
En 2015, huit lignes de chemin de fer à destination de l'Europe ont été ouvertes par la Chine.
En 2015, 35000 conteneurs ont été transportés par train entre l'Allemagne et la Chine populaire.
En 2016, les liaisons ferroviaires relient la Chine à l'Allemagne en douze jours .
Le chemin ferroviaire reliant la Chine à l'Europe est le plus long du monde; sa longueur dépasse les 10 000 kilomètres.
Ces lignes privilégient l’utilisation de travailleurs chinois qui sont enthousiastes et qui garantit leur temps de chargement et déchargement des trains.
| Pour des raisons techniques, il est temporairement impossible d'afficher le graphique qui aurait dû être présenté ici. |
| Source french.cri.cn                                                                                                   |

Le dimanche premier janvier 2017, un train est parti de la gare de l'Ouest de Yiwu, province du Zhejiang, en République Populaire de Chine à destination du Royaume-Uni. Ce train de la Deutsche Bahn est arrivé le 18 janvier à Londres après dix-huit jours environ de trajet. Il comportait 34 conteneurs. Les locomotives et les wagons ont cependant été changés sur la partie du trajet où les rails ont une dimension soviétique.
Le train parti de Londres  le 10 avril est arrivé le 29 avril 2017 en vers 01h30 GMT en gare de Yiwu, une ville de 2 millions d'habitants au sud de Shanghai ce qui fait de Londres la quinzième ville européenne desservie au travers de la France, la Belgique, l'Allemagne, la Pologne, la Biélorussie, la Russie et le Kazakhstan.
Le vendredi 28 novembre 2017, le premier train de marchandises entre l'Italie et la Chine populaire a été lancé. Il s'agit d'un convoi composé de 17 wagons et de 34 containers.
Il relie Mortara dans la région de Pavie pour arriver à Chendgu dans le Sichuan, en passant par la Pologne et la Russie, selon un parcours de 10 800 kilomètres.
Le trajet devrait être réduit de 45 jours par voie maritime à 18 jours par la voie nouvelle. Le service est lancé avec un service hebdomadaire.
Selon le quotidien du peuple, entre le 1er janvier et le 30 juin 2018, plus de 600 trains express transnationaux sont partis de Chengdu, dont à peu près 500 vers l'Europe.
Selon le quotidien du peuple, le train express Chine-Europe au départ de Chengdu a ouvert successivement 16 lignes ferroviaires transnationales à destination de Łódź, Nuremberg, Tilbourg, Moscou, Mara[Lequel ?], Istanbul, Minsk, Smorgon, Almaty, Prague, Tomsk, Tachkent, Gand et Milan.